# Lecanopsis marottai
Lecanopsis marottai är en insektsart som beskrevs av Pellizzari och Fontana 2002. Lecanopsis marottai ingår i släktet Lecanopsis och familjen skålsköldlöss.
Artens utbredningsområde är Italien. Inga underarter finns listade i Catalogue of Life.